# Canton de Saint-Leu-2
Le canton de Saint-Leu-2 est un ancien canton de l'île de La Réunion, département d'outre-mer français de l'océan Indien. Il se limitait à une fraction de la commune de Saint-Leu.

## Administration
| Période | Période            | Identité                      | Étiquette | Qualité                                                                            |
| ------- | ------------------ | ----------------------------- | --------- | ---------------------------------------------------------------------------------- |
| 1958    | 1964               | Henri Bègue                   | RI        | Maire de Saint-Leu (1959-1965)                                                     |
| 1964    | 1970               | Albert Wolff                  | DVD       |                                                                                    |
| 1970    | 1988               | Marie-Thérèse de Chateauvieux | FNRI DVD  | Maire de Saint-Leu (1965-1983)                                                     |
| 1988    | 2008               | Jean-Luc Poudroux             | UDF UMP   | Maire de Saint-Leu (1989-2003, 2004-2008) Président du conseil général (1998-2004) |
| 2008    | 2009 (annulation), | Isabelle Poudroux             | MoDem     |                                                                                    |
| 2009    | 2013               | Thierry Robert                | MoDem     | Chef d'entreprises Maire de Saint-Leu (2008-2017)                                  |
| 2013    | 2015               | Isabelle Poudroux             | MoDem     |                                                                                    |